# Break Stuff
Break Stuff – utwór amerykańskiego zespołu muzycznego Limp Bizkit, będący czwartym i ostatnim singlem z drugiego albumu studyjnego zespołu, Significant Other. Został wydany w formacie CD 18 kwietnia 2000 roku nakładem Flip Records i Interscope Records.
Limp Bizkit wykonał utwór na festiwalu Woodstock 1999, podczas którego miały miejsce liczne przypadki zamieszek, bójek, wandalizmów i napaści na tle seksualnym. W trakcie wykonywania utworu zgromadzeni pod sceną ludzie często dopuszczali się rozległego niszczenia mienia, ponadto, zgodnie z późniejszymi doniesieniami, zwiększyła się wówczas liczba napaści na tle seksualnym.
W 2022 roku magazyny Loudersound i Kerrang! umieściły „Break Stuff” na pierwszym miejscu swoich list najlepszych utworów Limp Bizkit.

## Teledysk
Teledysk do utworu powstał w 2000 roku, a za jego reżyserię odpowiadał wokalista Limp Bizkit, Fred Durst. Przedstawia występ Limp Bizkit w dużym pomieszczeniu ze sceną i rampami do skateboardingu. W niektórych ujęciach członkowie zespołu nie grają na żadnych instrumentach, z kolei w innych grają nawzajem na swoich instrumentach. Podczas występu zespołu w pewnym momencie pojawia się duża liczba reprezentujących pełen przekrój wiekowy fanów zespołu. Oprócz tego, w trakcie klipu, występy cameo zaliczają: Snoop Dogg, Dr. Dre, Eminem i jego córka Hailie, Jonathan Davis z zespołu KoЯn, Pauly Shore, Lily Aldridge (wówczas piętnastoletnia), Seth Green oraz Flea z zespołu Red Hot Chili Peppers.
W 2000 roku teledysk zdobył nagrodę w kategorii Best Rock Video na gali MTV Video Music Awards, pokonując m.in. teledysk do „Sleep Now in the Fire” zespołu Rage Against the Machine. W proteście przeciwko takiemu rozstrzygnięciu Tim Commerford, basista Rage Against the Machine, wspiął się na ponad 6-metrową dekorację na scenie w momencie, w którym Limp Bizkit odbierał nagrodę. W związku z tym Commerford został później aresztowany na dobę za zakłócanie porządku. 

## Wersje innych wykonawców
Richard Cheese i jego zespół Lounge Against the Machine stworzyli wersję lounge utworu „Break Stuff” i zamieścili ją na wydanym w 2000 roku albumie Lounge Against the Machine.
Zespół Three Days Grace wykonał cover utworu w 2011 roku podczas występów na żywo.
Amerykańska piosenkarka K.Flay stworzyła cover „Break Stuff” z myślą o wydanym w 2020 roku minialbumie Don’t Judge A Song By Its Cover, na którym znalazły się także covery „Brain Stew” zespołu Green Day i „Self Esteem” zespołu The Offspring.
Rosyjski zespół Pussy Riot nagrał cover utworu na potrzeby jednego z odcinków serialu Netflixa In from the Cold.

## Lista utworów
Opracowano na podstawie materiału źródłowego.
Wydanie CD australijskie (Flip/Interscope 497318-2)
| Nr | Tytuł utworu                      | Długość |
| -- | --------------------------------- | ------- |
| 1. | „Break Stuff (Album Version)”     | 2:47    |
| 2. | „Crushed”                         | 3:24    |
| 3. | „Faith”                           | 2:27    |
| 4. | „Counterfeit (Lethal Dose Remix)” | 5:54    |
| 5. | „Video 1 Faith”                   |         |
| 6. | „Video 2 Nookie”                  |         |
| 7. | „Video 3 Re-Arranged”             |         |
| 8. | „Video 4 N 2 Gether Now”          |         |
|    |                                   | 14:32   |

Wydanie CD amerykańskie (Flip/Interscope INTR-10034-2)
| Nr | Tytuł utworu                          | Długość |
| -- | ------------------------------------- | ------- |
| 1. | „Break Stuff (Squeaky Clean Version)” | 2:47    |
| 2. | „Break Stuff (Clean Version)”         | 2:47    |
|    |                                       | 5:34    |

Wydanie winyl 12” japońskie (Not On Label)
| Nr | Tytuł utworu                           | Długość |
| -- | -------------------------------------- | ------- |
| 1. | „A1 Break Stuff”                       |         |
| 2. | „A2 Crushed”                           |         |
| 3. | „B1 N 2 Gether Now” (feat. Method Man) |         |
| 4. | „B2 Re-Arranged”                       |         |

## Notowania na listach przebojów
Notowania tygodniowe
| Lista (2000)                                                   | Pozycja |
| -------------------------------------------------------------- | ------- |
| Australia (ARIA)                                               | 41      |
| Holandia (Nederlandse Top 40)                                  | 22      |
| Holandia (Single Top 100)                                      | 28      |
| Portugalia (AFP)                                               | 9       |
| Stany Zjednoczone (Bubbling Under Hot 100 Singles (Billboard)) | 23      |
| Stany Zjednoczone (Modern Rock Tracks (Billboard))             | 14      |
| Stany Zjednoczone (Mainstream Rock Tracks (Billboard))         | 19      |
| Szwajcaria (Singles Top 100)                                   | 95      |

## Certyfikaty
| Region                | Certyfikat |
| --------------------- | ---------- |
| Wielka Brytania (BPI) | złoto      |